# Fred Norris
Frederick Norris (ur. 4 września 1921 w Tyldesley, zm. 13 grudnia 2006 tamże) – brytyjski lekkoatleta, długodystansowiec, medalista mistrzostw Europy z 1958.
Zajął 8. miejsce w biegu na 10 000 metrów na igrzyskach olimpijskich w 1952 w Helsinkach, Nie ukończył maratonu na igrzyskach olimpijskich w 1956 w Melbourne.
Zdobył brązowy medal w maratonie na mistrzostwach Europy w 1958 w Sztokholmie, przegrywając jedynie z zawodnikami radzieckimi Siergiejem Popowem i Iwanem Filinem. Jako reprezentant Anglii zajął 5. miejsce w biegu na 6 mil na Igrzyskach Imperium Brytyjskiego i Wspólnoty Brytyjskiej w 1958 w Cardiff.
Zwyciężył w  międzynarodowych mistrzostwach w biegach przełajowych (poprzedniku mistrzostw świata w biegach przełajowych) w 1959.
Był mistrzem Wielkiej Brytanii (AAA) w biegu na 10 mil w 1958 i 1959. Zwyciężył w mistrzostwach Kanady w maratonie w 1962 i w mistrzostwach Stanów Zjednoczonych w biegu na 20 kilometrów w tym samym roku.